# Football Club de Metz 2014-2015
Questa voce raccoglie le informazioni riguardanti il Football Club de Metz nelle competizioni ufficiali della stagione 2014-2015.

## Stagione
Il Metz, dopo una stagione chiusa con 76 punti, ritorna in Ligue 1. Albert Cartier viene riconfermato allenatore del club.

## Maglie e sponsor
Lo sponsor tecnico per la stagione 2014-2015 è Nike, mentre gli sponsor ufficiali sono Volvo (prima maglia) e Inter-conseil (seconda e terza maglia). La prima maglia è rossa con maniche bianche, calzoncini e calzettoni rossi. La seconda maglia è bianca con maniche nere, calzoncini e calzettoni bianchi. La terza maglia è grigia con maniche nere, calzoncini e calzettoni grigi.
| Casa | Trasferta | Terza divisa |

## Organigramma societario
Area direttiva
- Presidente: Bernard Serin
- Vice presidenti: Carlo Molinari, Jean-Luc Muller
- Amministratore delegato: Jean-Yves Costa
- Direttori generali: Christian Martin, Philippe Gaillot

Area organizzativa
- Segretario generale: Delphine Kreutzer

Area comunicazione
- Responsabile: Hélène Schrub
- Ufficio stampa: Julie Decker

Area marketing
- Ufficio marketing: Ségolène Gehin

Area tecnica
- Direttore sportivo: Dominique D'Onofrio
- Allenatore: Albert Cartier
- Allenatore in seconda: José Jeunechamps
- Collaboratore tecnico: Laurent Vernet
- Preparatore atletico: Emmanuel Desgeorges
- Preparatore dei portieri: Christophe Marichez

Area sanitaria
- Medico sociale: André Marie
- Massaggiatore: Jacques Muller

## Rosa
| N. |                           | Ruolo | Calciatore        |
| -- | ------------------------- | ----- | ----------------- |
| 1  | Francia (bandiera)        | P     | Johann Carrasso   |
| 2  | Francia (bandiera)        | D     | Médéric Deher     |
| 3  | Francia (bandiera)        | D     | Jonathan Rivierez |
| 4  | Francia (bandiera)        | D     | Sylvain Marchal   |
| 5  | Argentina (bandiera)      | D     | Guido Milán       |
| 6  | Senegal (bandiera)        | A     | Moussa Gueye      |
| 6  | Tunisia (bandiera)        | C     | Ferjani Sassi     |
| 7  | Francia (bandiera)        | C     | Romain Rocchi     |
| 8  | Francia (bandiera)        | C     | Cheick Doukouré   |
| 9  | Venezuela (bandiera)      | A     | Juan Falcón       |
| 10 | Francia (bandiera)        | C     | Bouna Sarr        |
| 11 | Senegal (bandiera)        | A     | Diafra Sakho      |
| 11 | Argentina (bandiera)      | A     | Federico Andrada  |
| 12 | Ghana (bandiera)          | A     | Kwame Nsor        |
| 13 | Costa d'Avorio (bandiera) | D     | Ali Bamba         |
| 13 | Francia (bandiera)        | C     | Florent Malouda   |
| 14 | Burkina Faso (bandiera)   | C     | Fadil Sido        |

| N. |                        | Ruolo | Calciatore              |
| -- | ---------------------- | ----- | ----------------------- |
| 15 | Francia (bandiera)     | D     | Romain Métanire         |
| 16 | Gabon (bandiera)       | P     | Anthony Mfa Mezui       |
| 17 | Francia (bandiera)     | A     | Maxwel Cornet           |
| 17 | Tunisia (bandiera)     | A     | Fakhreddine Ben Youssef |
| 18 | Francia (bandiera)     | D     | Jérémy Choplin          |
| 19 | Francia (bandiera)     | A     | Thibaut Vion            |
| 20 | Mali (bandiera)        | A     | Modibo Maïga            |
| 21 | Francia (bandiera)     | C     | Ahmed Kashi             |
| 22 | Francia (bandiera)     | C     | Kevin Lejeune           |
| 23 | Francia (bandiera)     | C     | Yeni N'Gbakoto          |
| 24 | Francia (bandiera)     | D     | Gaëtan Bussmann         |
| 25 | Senegal (bandiera)     | C     | Guirane N'Daw           |
| 26 | Lussemburgo (bandiera) | D     | Chris Philipps          |
| 27 | Argentina (bandiera)   | D     | José Luis Palomino      |
| 28 | Lettonia (bandiera)    | C     | Jānis Ikaunieks         |
| 29 | Bielorussia (bandiera) | C     | Sergey Krivets          |
| 30 | Francia (bandiera)     | P     | David Oberhauser        |

## Calciomercato

### Sessione estiva(dal 10/6 all'1/9)
Nel mercato estivo giocatori come Diafra Sakho, Nicolas Fauvergue, Romain Inez, Thibaut Bourgeois ed Eduardo lasciano il club. A loro posto arrivano l'attaccante Juan Falcón (dal Zamora FC in Venezuela), il difensore argentino José Luis Palomino (dall'Argentinos Juniors), Jonathan Rivierez, difensore del Le Havre AC, Cheick Doukouré (dal Lorient).
| Acquisti | Acquisti           | Acquisti           | Acquisti               |
| R.       | Nome               | da                 | Modalità               |
| -------- | ------------------ | ------------------ | ---------------------- |
| P        | David Oberhauser   |                    | svincolato             |
| D        | Ali Vanomo Bamba   | Strasburgo         | fine prestito          |
| D        | José Luis Palomino | Argentinos Juniors | definitivo             |
| D        | Jonathan Rivierez  |                    | svincolato             |
| C        | Cheick Doukouré    |                    | svincolato             |
| C        | Sjarhej Kryvec     | BATĖ Borisov       | definitivo             |
| C        | Guirane N'Daw      |                    | svincolato             |
| A        | Federico Andrada   | River Plate        | prestito               |
| A        | Moussa Gueye       | Académica          | fine prestito          |
| A        | Juan Falcón        | Zamora FC          | definitivo (900.000 €) |
| A        | Modibo Maïga       | West Ham Utd       | prestito               |

| Cessioni | Cessioni           | Cessioni    | Cessioni                 |
| R.       | Nome               | a           | Modalità                 |
| -------- | ------------------ | ----------- | ------------------------ |
| P        | Thomas Didillon    | Seraing     | prestito                 |
| P        | Eduardo            |             | fine carriera            |
| D        | Médéric Deher      | Luçon       | prestito                 |
| D        | Romain Inez        |             | svincolato               |
| C        | Thibaut Bourgeois  |             | svincolato               |
| C        | Samy Kehli         | Seraing     | prestito                 |
| C        | Abdallah N'Dour    | Strasburgo  | prestito                 |
| C        | Saliu Popoola      | Seraing     | prestito                 |
| C        | Luciano Teixeira   |             | svincolato               |
| A        | Yves Angani Kayiba | FC Système  | fine prestito            |
| A        | Nicolas Fauvergue  | Stade Reims | fine prestito            |
| A        | Moussa Gueye       | Seraing     | prestito                 |
| A        | Alhassane Keita    | Lierse      | definitivo               |
| A        | Diafra Sakho       |             | definitivo (5 milioni €) |

### Operazione esterna alle sessioni
| Acquisti | Acquisti        | Acquisti | Acquisti   |
| R.       | Nome            | da       | Modalità   |
| -------- | --------------- | -------- | ---------- |
| C        | Florent Malouda |          | svincolato |

### Sessione invernale(dal 3/1 al 2/2)
| Acquisti | Acquisti                | Acquisti | Acquisti   |
| R.       | Nome                    | da       | Modalità   |
| -------- | ----------------------- | -------- | ---------- |
| C        | Jānis Ikaunieks         | Liepāja  | definitivo |
| C        | Ferjani Sassi           | Sfaxien  | definitivo |
| A        | Fakhreddine Ben Youssef | Sfaxien  | definitivo |

| Cessioni | Cessioni      | Cessioni        | Cessioni   |
| R.       | Nome          | a               | Modalità   |
| -------- | ------------- | --------------- | ---------- |
| A        | Maxwel Cornet | Olympique Lione | definitivo |

## Risultati

### Ligue 1

#### Girone d'andata
| Villeneuve d'Ascq 9 agosto 2014, ore 21:00 CEST 1ª giornata | Lilla   | 0 – 0 referto | Metz | Stade Pierre-Mauroy (34.327 spett.)\| Arbitro: \| Fautrel \| |
| Arbitro:                                                    | Fautrel |               |      |                                                              |

| Arbitro: | Castro |

|                      |           |             |
| N'Gbakoto 12’ (rig.) | Marcatori | 2’ Veretout |

| Arbitro: | Gautier |

|                      |           |  |
| Tiéné 44’ Camara 89’ | Marcatori |  |

| Arbitro: | Buquet |

|                                 |           |               |
| N'Gbakoto 82’ (rig.) Falcón 86’ | Marcatori | 68’ Lacazette |

| Arbitro: | Chapron |

|               |           |  |
| Bosetti 90+4’ | Marcatori |  |

| Arbitro: | Desiage |

|                                 |           |           |
| Kryvec 14’ Milán 64’ Falcón 74’ | Marcatori | 42’ Ayité |

| Arbitro: | Lannoy |

|  |           |              |
|  | Marcatori | 24’ Bussmann |

| Arbitro: | Thual |

|                             |           |  |
| Falcón 50’, 90+2’ Kashi 70’ | Marcatori |  |

| Arbitro: | Jaffredo |

|                                        |           |  |
| Doukouré 62’ (aut.) Wass 75’ Bruno 81’ | Marcatori |  |

| Metz 18 ottobre 2014, ore 20:00 CEST 10ª giornata | Metz   | 0 – 0 referto | Rennes | Stade Saint-Symphorien (18.074 spett.)\| Arbitro: \| Lesage \| |
| Arbitro:                                          | Lesage |               |        |                                                                |

| Arbitro: | Gautier |

|            |           |  |
| Gradel 74’ | Marcatori |  |

| Arbitro: | Rainville |

|                                   |           |                     |
| Maïga 10’, 50’ Malouda 90’ (rig.) | Marcatori | 65’ Calvé 83’ Koita |

| Arbitro: | Schneider |

|                                     |           |  |
| Sirieix 3’ Ben Yedder 61’ Pešić 71’ | Marcatori |  |

| Arbitro: | Fautrel |

|                              |           |                                     |
| Maïga 49’ (rig.), 53’ (rig.) | Marcatori | 9’ Pastore 49’ Bussmann 84’ Lavezzi |

| Arbitro: | Kalt |

|                                 |           |  |
| El Jadeyaoui 65’ Bourigeaud 79’ | Marcatori |  |

| Metz 3 dicembre 2014, ore 19:00 CET 16ª giornata | Metz    | 0 – 0 referto | Bordeaux | Stade Saint-Symphorien (17.866 spett.)\| Arbitro: \| Moreira \| |
| Arbitro:                                         | Moreira |               |          |                                                                 |

| Arbitro: | Bien |

|                                 |           |             |
| Gignac 43’ Ayew 59’ Payet 90+2’ | Marcatori | 46’ Malouda |

| Arbitro: | Lesage |

|                                    |           |               |
| Ayew 13’ Guerreiro 37’ Jeannot 45’ | Marcatori | 46’ N'Gbakoto |

| Arbitro: | Jaffredo |

|  |           |                       |
|  | Marcatori | 79’ Ferreira Carrasco |

#### Girone di ritorno
| Nantes 11 gennaio 2015, ore 17:00 CET 20ª giornata | Nantes | 0 – 0 referto | Metz | Stade de la Beaujoire (28.090 spett.)\| Arbitro: \| Varela \| |
| Arbitro:                                           | Varela |               |      |                                                               |

| Arbitro: | Castro |

|                                   |           |                              |
| N'Gbakoto 20’ (rig.) Bussmann 38’ | Marcatori | 17’ (rig.), 53’, 69’ Barrios |

| Arbitro: | Thual |

|                                  |           |  |
| Lacazette 31’ (rig.) Tolisso 83’ | Marcatori |  |

| Metz 31 gennaio 2015, ore 20:00 CET 23ª giornata | Metz   | 0 – 0 referto | Nizza | Stade Saint-Symphorien (15.115 spett.)\| Arbitro: \| Lesage \| |
| Arbitro:                                         | Lesage |               |       |                                                                |

| Arbitro: | Lannoy |

|                                 |           |  |
| Kamano 65’ Boudebouz 79’ (rig.) | Marcatori |  |

| Arbitro: | Millot |

|  |           |                       |
|  | Marcatori | 26’ Mandanne 39’ Pied |

| Reims 22 febbraio 2015, ore 17:00 CET 26ª giornata | Stade Reims | 0 – 0 | Metz | Stade Auguste Delaune |

| Metz 28 febbraio 2015, ore 20:00 CET 27ª giornata               | Metz      | 1 – 2                | Évian TG | Stade Saint-Symphorien |
| \| \| \| \| \| 45’ Sarr \| Marcatori \| 29’ Duhamel 39’ Sunu \| |           |                      |          |                        |
|                                                                 |           |                      |          |                        |
| 45’ Sarr                                                        | Marcatori | 29’ Duhamel 39’ Sunu |          |                        |

| Rennes 7 marzo 2015, ore 20:00 CET 28ª giornata | Rennes    | 1 – 0 | Metz | Stade de la Route de Lorient |
| \| \| \| \| \| 20’ Ntep \| Marcatori \| \|      |           |       |      |                              |
|                                                 |           |       |      |                              |
| 20’ Ntep                                        | Marcatori |       |      |                              |

| Metz 14 marzo 2015, ore ? CET 29ª giornata                                                        | Metz      | 2 – 3                           | Saint-Étienne | Stade Saint-Symphorien |
| \| \| \| \| \| 55’ Lejeune 90’ Ngbakoto (rig.) \| Marcatori \| 38’ Gradel 42’ Erding 80’ Mollo \| |           |                                 |               |                        |
|                                                                                                   |           |                                 |               |                        |
| 55’ Lejeune 90’ Ngbakoto (rig.)                                                                   | Marcatori | 38’ Gradel 42’ Erding 80’ Mollo |               |                        |

| Caen 21 marzo 2015, ore ? CET 30ª giornata | Caen | 0 – 0 | Metz | Stade Michel d'Ornano |

| Metz 4 aprile 2015, ore ? CEST 31ª giornata                                                | Metz      | 3 – 2                      | Tolosa | Stade Saint-Symphorien |
| \| \| \| \| \| 25’ Maiga 42’ Maiga 54’ Maiga \| Marcatori \| 25’ Ben Yedder 89’ Doumbia \| |           |                            |        |                        |
|                                                                                            |           |                            |        |                        |
| 25’ Maiga 42’ Maiga 54’ Maiga                                                              | Marcatori | 25’ Ben Yedder 89’ Doumbia |        |                        |

| Metz 18 aprile 2015, ore ? CEST 33ª giornata                                        | Metz      | 3 – 1       | Lens | Stade Saint-Symphorien |
| \| \| \| \| \| 13’ Malouda 57’ Sarr (rig.) 80’ Maiga \| Marcatori \| 89’ Madiani \| |           |             |      |                        |
|                                                                                     |           |             |      |                        |
| 13’ Malouda 57’ Sarr (rig.) 80’ Maiga                                               | Marcatori | 89’ Madiani |      |                        |

| Bordeaux 25 aprile 2015, ore ? CEST 34ª giornata       | Bordeaux  | 1 – 1     | Metz | Stade Chaban-Delmas |
| \| \| \| \| \| 84’ Khazri \| Marcatori \| 24’ Sassi \| |           |           |      |                     |
|                                                        |           |           |      |                     |
| 84’ Khazri                                             | Marcatori | 24’ Sassi |      |                     |

| Parigi 28 aprile 2015, ore ? CEST 32ª giornata                             | Paris Saint-Germain | 3 – 1 | Metz | Parc des Princes |
| \| \| \| \| \| 24’ Verratti 41’ Cavani 78’ van der Wiel \| Marcatori \| \| |                     |       |      |                  |
|                                                                            |                     |       |      |                  |
| 24’ Verratti 41’ Cavani 78’ van der Wiel                                   | Marcatori           |       |      |                  |

| Metz 3 maggio 2015, ore ? CEST 35ª giornata             | Metz      | 0 – 2                 | Olympique Marsiglia | Stade Saint-Symphorien |
| \| \| \| \| \| \| Marcatori \| 37’ Gignac 62’ Gignac \| |           |                       |                     |                        |
|                                                         |           |                       |                     |                        |
|                                                         | Marcatori | 37’ Gignac 62’ Gignac |                     |                        |

| Metz 9 maggio 2015, ore ? CEST 36ª giornata                                            | Metz      | 0 – 4                                                | Lorient | Stade Saint-Symphorien |
| \| \| \| \| \| \| Marcatori \| 13’ Mostefa Sbaa 35’ Philippoteaux 35’ Kone 35’ Ayew \| |           |                                                      |         |                        |
|                                                                                        |           |                                                      |         |                        |
|                                                                                        | Marcatori | 13’ Mostefa Sbaa 35’ Philippoteaux 35’ Kone 35’ Ayew |         |                        |

| Monaco 16 maggio 2015, ore ? CEST 37ª giornata          | Monaco    | 2 – 0 | Metz | Stade Louis II |
| \| \| \| \| \| 45’ Silva 88’ Germain \| Marcatori \| \| |           |       |      |                |
|                                                         |           |       |      |                |
| 45’ Silva 88’ Germain                                   | Marcatori |       |      |                |

| Metz 23 maggio 2015, ore ? CEST 38ª giornata                                           | Metz      | 1 – 4                                   | Lilla | Stade Saint-Symphorien |
| \| \| \| \| \| 84’ Palomino \| Marcatori \| 40’ Balmont 41’ Gueye 44’ Roux 69’ Roux \| |           |                                         |       |                        |
|                                                                                        |           |                                         |       |                        |
| 84’ Palomino                                                                           | Marcatori | 40’ Balmont 41’ Gueye 44’ Roux 69’ Roux |       |                        |

### Coppa di Francia

#### Fase a eliminazione diretta
| Arbitro: | Schneider |

|            |           |                     |
| Touati 11’ | Marcatori | 15’ Milán 50’ N'Daw |

| Arbitro: | Gautier |

|  |           |                                      |
|  | Marcatori | 94’ N'Daw 96’ Sarr 115’ (aut.) Schur |

| Metz 12 febbraio 2015, ore 19:45 CET Ottavi di finale | Metz | 0 – 0 | Brest | Stade Saint-Symphorien |

### Coppa di Lega

#### Fase a eliminazione diretta
| Arbitro: | Buquet |

|                                             |                      |                                    |
| Maupay 20’ Bosetti 37’ Cvitanich 88’ (rig.) | Marcatori            | 5’ Palomino 13’ N'Gbakoto 17’ Vion |
| Bodmer Cvitanich Plèa Eysseric Bosetti      | Tiri di rigore 2 – 3 | Malouda Doukouré Marchal Palomino  |

| Arbitro: | Delerue |

|                                                          |           |                         |
| Vizcarrondo 71’ Gakpé 83’ (rig.) Audel 92’ Bangoura 118’ | Marcatori | 60’ Falcón 62’ Doukouré |

## Statistiche
Aggiornate al 17 ottobre 2017

### Statistiche di squadra
| Competizione     | Punti | In casa | In casa | In casa | In casa | In casa | In casa | In trasferta | In trasferta | In trasferta | In trasferta | In trasferta | In trasferta | Totale | Totale | Totale | Totale | Totale | Totale | DR  |
| Competizione     | Punti | G       | V       | N       | P       | Gf      | Gs      | G            | V            | N            | P            | Gf           | Gs           | G      | V      | N      | P      | Gf     | Gs     | DR  |
| ---------------- | ----- | ------- | ------- | ------- | ------- | ------- | ------- | ------------ | ------------ | ------------ | ------------ | ------------ | ------------ | ------ | ------ | ------ | ------ | ------ | ------ | --- |
| Ligue 1          | 30    | 19      | 6       | 4       | 9       | 26      | 32      | 19           | 1            | 5            | 13           | 5            | 29           | 38     | 7      | 9      | 22     | 31     | 61     | -30 |
| Coppa di Francia | -     | 1       | 0       | 1       | 0       | 0       | 0       | 2            | 2            | 0            | 0            | 5            | 1            | 3      | 2      | 1      | 0      | 5      | 1      | +4  |
| Coppa di Lega    | -     | 0       | 0       | 0       | 0       | 0       | 0       | 2            | 0            | 1            | 1            | 5            | 7            | 2      | 0      | 1      | 1      | 5      | 7      | -2  |
| Totale           | -     | 20      | 6       | 5       | 9       | 26      | 32      | 23           | 3            | 6            | 14           | 15           | 37           | 43     | 9      | 11     | 23     | 41     | 69     | -28 |

### Andamento in campionato
| Giornata  | 1  | 2  | 3  | 4  | 5  | 6 | 7 | 8 | 9 | 10 | 11 | 12 | 13 | 14 | 15 | 16 | 17 | 18 | 19 | 20 | 21 | 22 | 23 | 24 | 25 | 26 | 27 | 28 | 29 | 30 | 31 | 32 | 33 | 34 | 35 | 36 | 37 | 38 |
| --------- | -- | -- | -- | -- | -- | - | - | - | - | -- | -- | -- | -- | -- | -- | -- | -- | -- | -- | -- | -- | -- | -- | -- | -- | -- | -- | -- | -- | -- | -- | -- | -- | -- | -- | -- | -- | -- |
| Luogo     | T  | C  | T  | C  | T  | C | T | C | T | C  | T  | C  | T  | C  | T  | C  | T  | T  | C  | T  | C  | T  | C  | T  | C  | T  | C  | T  | C  | T  | C  | T  | C  | T  | C  | C  | T  | C  |
| Risultato | N  | N  | P  | V  | P  | V | V | V | P | N  | P  | V  | P  | P  | P  | N  | P  | P  | P  | N  | P  | P  | N  | P  | P  |    |    |    |    |    |    |    |    |    |    |    |    |    |
| Posizione | 13 | 14 | 18 | 14 | 17 | 9 | 6 | 5 | 9 | 7  | 10 | 8  | 9  | 12 | 12 | 12 | 13 | 17 | 17 | 17 | 17 | 20 | 20 | 20 |    |    |    |    |    |    |    |    |    |    |    |    |    |    |

Fonte:  Classements, su lfp.fr, LFP.
Legenda:

Luogo: C = Casa; T = Trasferta. Risultato: V = Vittoria; N = Pareggio; P = Sconfitta.

### Statistiche dei giocatori
| Giocatore      | Ligue 1  | Ligue 1 | Ligue 1     | Ligue 1    | Coppa di Francia Coppa di Lega | Coppa di Francia Coppa di Lega | Coppa di Francia Coppa di Lega | Coppa di Francia Coppa di Lega | Totale   | Totale | Totale      | Totale     |
| Giocatore      | Presenze | Reti    | Ammonizioni | Espulsioni | Presenze                       | Reti                           | Ammonizioni                    | Espulsioni                     | Presenze | Reti   | Ammonizioni | Espulsioni |
| -------------- | -------- | ------- | ----------- | ---------- | ------------------------------ | ------------------------------ | ------------------------------ | ------------------------------ | -------- | ------ | ----------- | ---------- |
| F. Andrada     | 10       | 0       | 0           | 0          | 1+1                            | 0                              | 0                              | 0                              | 12       | 0      | 0           | 0          |
| A. Bamba       | -        | -       | -           | -          | -                              | -                              | -                              | -                              | -        | -      | -           | -          |
| F. Ben Youssef | -        | -       | -           | -          | -                              | -                              | -                              | -                              | -        | -      | -           | -          |
| G. Bussmann    | 22       | 2       | 1           | 0          | 2+1                            | 0                              | 0                              | 0+1                            | 25       | 2      | 1           | 1          |
| J. Carrasso    | 17       | -26     | 0           | 0          | 2+1                            | -1-3                           | 0                              | 0                              | 20       | -27    | 0           | 0          |
| J. Choplin     | 17       | 0       | 2           | 0          | 0+1                            | 0                              | 0+1                            | 0                              | 18       | 0      | 3           | 0          |
| M. Cornet      | -        | -       | -           | -          | -                              | -                              | -                              | -                              | -        | -      | -           | -          |
| M. Deher       | -        | -       | -           | -          | -                              | -                              | -                              | -                              | -        | -      | -           | -          |
| C. Doukouré    | 13       | 0       | 2           | 0          | 0+2                            | 0+1                            | 0+1                            | 0                              | 15       | 1      | 3           | 0          |
| J. Falcón      | 18       | 4       | 1           | 0          | 1+1                            | 0+1                            | 0                              | 0                              | 20       | 5      | 1           | 0          |
| M. Gueye       | 3        | 0       | 0           | 0          | -                              | -                              | -                              | -                              | 3        | 0      | 0           | 0          |
| J. Ikaunieks   | 1        | 0       | 0           | 0          | -                              | -                              | -                              | -                              | 1        | 0      | 0           | 0          |
| A. Kashi       | 12       | 1       | 2           | 0          | 0+2                            | 0                              | 0+1                            | 0                              | 14       | 1      | 3           | 0          |
| S. Kryvec      | 20       | 1       | 0           | 0          | 2+0                            | 0                              | 0                              | 0                              | 22       | 1      | 0           | 0          |
| K. Lejeune     | 20       | 0       | 3           | 0          | 2+1                            | 0                              | 0                              | 0                              | 23       | 0      | 3           | 0          |
| F. Malouda     | 17       | 2       | 3           | 0          | 1+2                            | 0                              | 0                              | 0                              | 20       | 2      | 3           | 0          |
| M. Maïga       | 12       | 4       | 4           | 0          | 0+1                            | 0                              | 0                              | 0                              | 13       | 4      | 4           | 0          |
| S. Marchal     | 12       | 0       | 2           | 0          | 0+1                            | 0                              | 0+1                            | 0                              | 13       | 0      | 3           | 0          |
| R. Métanire    | 21       | 0       | 4           | 0          | 0+1                            | 0                              | 0                              | 0                              | 22       | 0      | 4           | 0          |
| A. M'fa        | 8        | -9      | 1           | 0          | 0+1                            | 0-4                            | 0                              | 0                              | 9        | -9     | 1           | 0          |
| G. Milan       | 19       | 1       | 5           | 2          | 2+0                            | 1+0                            | 0                              | 0                              | 21       | 2      | 5           | 2          |
| G. N'Daw       | 24       | 0       | 9           | 0          | 2+1                            | 2+0                            | 0                              | 0                              | 27       | 2      | 9           | 0          |
| M. N'Doye Baye | 1        | 0       | 0           | 0          | -                              | -                              | -                              | -                              | 1        | 0      | 0           | 0          |
| Y. N'Gbakoto   | 21       | 4       | 3           | 1          | 2+2                            | 0+1                            | 0                              | 0                              | 25       | 5      | 3           | 1          |
| K. Nsor        | 6        | 0       | 0           | 0          | 2+0                            | 0                              | 0                              | 0                              | 8        | 0      | 0           | 0          |
| D. Oberhauser  | 1        | -1      | 0           | 0          | 0                              | 0                              | 0                              | 0                              | 1        | -1     | 0           | 0          |
| J.L. Palomino  | 12       | 0       | 1           | 0          | 2+2                            | 0+1                            | 0                              | 0                              | 16       | 1      | 1           | 0          |
| C. Philipps    | 3        | 0       | 0           | 0          | -                              | -                              | -                              | -                              | 3        | 0      | 0           | 0          |
| J. Rivierez    | 6        | 0       | 1           | 0          | 2+2                            | 0                              | 0                              | 0                              | 10       | 0      | 1           | 0          |
| R. Rocchi      | 3        | 0       | 1           | 0          | 0+1                            | 0                              | 0+1                            | 0                              | 4        | 0      | 2           | 0          |
| D. Sakho       | -        | -       | -           | -          | -                              | -                              | -                              | -                              | -        | -      | -           | -          |
| B. Sarr        | 18       | 0       | 5           | 0          | 2+1                            | 1+0                            | 0+1                            | 0                              | 21       | 1      | 6           | 0          |
| F. Sassi       | 1        | 0       | 0           | 0          | -                              | -                              | -                              | -                              | 1        | 0      | 0           | 0          |
| F. Sido        | 4        | 0       | 0           | 0          | 1+1                            | 0                              | 0                              | 0                              | 6        | 0      | 0           | 0          |
| T. Vion        | 5        | 0       | 1           | 0          | 0+2                            | 0+1                            | 0+1                            | 0                              | 7        | 1      | 2           | 0          |